# Liste der Kulturdenkmale auf der Karthäuserhöhe (Eisenach)
Die Liste der Kulturdenkmale auf der Karthäuserhöhe (Eisenach) enthält die Kulturdenkmale des Denkmalensembles Karthäuserhöhe im Südviertel von Eisenach mit seinen Teilen und Einzeldenkmalen, wie sie in der vom Thüringischen Landesamt für Denkmalpflege und Archäologie 2006 herausgegebenen Denkmaltopographie veröffentlicht wurden. Dabei wurden unbebaute Flurstücke, die zum Denkmalensemble gehören, nicht in die Tabelle unten aufgenommen.

## Legende
- Bild: zeigt ein Bild des Kulturdenkmals und gegebenenfalls einen Link zu weiteren Fotos des Kulturdenkmals im Medienarchiv Wikimedia Commons
- Bezeichnung: Name, Bezeichnung oder die Art des Kulturdenkmals
- Lage: Wenn vorhanden Straßenname und Hausnummer des Kulturdenkmals; Grundsortierung der Liste erfolgt nach dieser Adresse. Der Link Karte führt zu verschiedenen Kartendarstellungen und nennt die Koordinaten des Kulturdenkmals.
 Kartenansicht, um Koordinaten zu setzen – in dieser Kartenansicht sind Kulturdenkmale ohne Koordinaten mit einem roten bzw. orangen Marker dargestellt und können in der Karte gesetzt werden. Kulturdenkmale ohne Bild sind mit einem blauen bzw. roten Marker gekennzeichnet, Kulturdenkmale mit Bild mit einem grünen bzw. orangen Marker.
- Datierung: gibt das Jahr der Fertigstellung beziehungsweise das Datum der Erstnennung oder den Zeitraum der Errichtung an
- Beschreibung: bauliche und geschichtliche Einzelheiten des Kulturdenkmals, vorzugsweise die Denkmaleigenschaften
- ID: Die ID identifiziert das Kulturdenkmal eindeutig. In Thüringen sind aktuell keine IDs veröffentlicht. In der ID-Spalte kann sich auch folgendes Icon  befinden, dies führt zu Angaben zu diesem Kulturdenkmal bei Wikidata.

## Denkmalliste
| Bild                           | Bezeichnung                                                                         | Lage                                      | Datierung | Beschreibung | ID |
| ------------------------------ | ----------------------------------------------------------------------------------- | ----------------------------------------- | --------- | --- | -- |
| weitere Bilder Fotos hochladen | Denkmalensemble Karthäuserhöhe                                                      | Am Ofenstein (Karte)                      |           | Teil des Denkmalensembles Karthäuserhöhe Nr. 1, 1b, 2, 3, 3b, 3c, 6, 7, 8, 8a, 8b, 9, 9a, 10, 10a, 10b, 11, 12, 13, 13b, 14, 15, 17, 19, 20, 21, 23, 25, 26, 27, 29, 30, 31                               |    |
| weitere Bilder Fotos hochladen | Mehrfamilienhaus                                                                    | Am Ofenstein 3b (Karte)                   | 1900–1901 | Mehrfamilienhaus |    |
| Fotos hochladen                | Einfamilienhaus                                                                     | Am Ofenstein 8, 8a, 8b (Karte)            | 1925–1927 | Einfamilienhaus |    |
| Fotos hochladen                | Einfamilienhaus                                                                     | Am Ofenstein 10, 10a, 10b (Karte)         | 1925–1927 | Einfamilienhaus |    |
| weitere Bilder Fotos hochladen | Gaststätte Zum Burschen                                                             | Am Ofenstein 12 (Karte)                   | 1905      | Pension mit Gaststätte Zum Burschen |    |
| weitere Bilder Fotos hochladen | Einfamilienhaus                                                                     | Am Ofenstein 13b (Karte)                  | 1929–1930 | Einfamilienhaus |    |
| weitere Bilder Fotos hochladen | Mehrfamilienhaus                                                                    | Am Ofenstein 31 (Karte)                   | 1929      | Mehrfamilienhaus, Einfriedung, Garage |    |
| BW                             | Denkmalensemble Karthäuserhöhe                                                      | Amalienstraße (Karte)                     |           | Teil des Denkmalensembles Karthäuserhöhe Nr. 1, 2, 2a, 3, 4, 6 |    |
| weitere Bilder Fotos hochladen | Mehrfamilienhaus                                                                    | Amalienstraße 1 (Karte)                   | 1904–1905 | Mehrfamilienhaus |    |
| BW                             | Denkmalensemble Karthäuserhöhe                                                      | Augustastraße (Karte)                     |           | Teil des Denkmalensembles Karthäuserhöhe Nr. 2, 3, 4, 5, 6 |    |
| Fotos hochladen                | Mehrfamilienhaus                                                                    | Augustastraße 2 (Karte)                   | 1911–1912 | Mehrfamilienhaus |    |
| weitere Bilder Fotos hochladen | Mehrfamilienhaus                                                                    | Augustastraße 6 (Karte)                   | 1905–1906 | Mehrfamilienhaus |    |
| BW                             | Denkmalensemble Karthäuserhöhe                                                      | Bornstraße 1-44 (Karte)                   |           | Teil des Denkmalensembles Karthäuserhöhe Nr. 1, 1a, 2, 4, 5, 6, 6a, 7, 9, 11, 12, 13, 14, 14a, 14b, 14c, 15, 17, 18, 19, 20, 21, 22, 23, 24, 25, 26, 26a, 26b, 27, 28, 29, 30, 32, 34, 36, 38, 40, 42, 44 |    |
| weitere Bilder Fotos hochladen | Mehrfamilienhaus                                                                    | Bornstraße 1 (Karte)                      | 1875–1876 | Mehrfamilienhaus |    |
| Fotos hochladen                | Einfamilienhaus                                                                     | Bornstraße 6a (Karte)                     | 1929      | Einfamilienhaus |    |
| weitere Bilder Fotos hochladen | Einfamilienhaus                                                                     | Bornstraße 9 (Karte)                      | 1886–1888 | Einfamilienhaus |    |
| Fotos hochladen                | Zweifamilienhaus                                                                    | Bornstraße 12 (Karte)                     | 1928      | Zweifamilienhaus |    |
| weitere Bilder Fotos hochladen | Mehrfamilienhaus                                                                    | Bornstraße 13 (Karte)                     | 1902–1903 | Mehrfamilienhaus, um 1898 als Gartenhaus |    |
| BW                             | Einfamilienhaus                                                                     | Bornstraße 24 (Karte)                     | 1931–1932 | Einfamilienhaus, Einfriedung |    |
| Fotos hochladen                | Einfamilienhaus                                                                     | Bornstraße 25 (Karte)                     | 1924–1926 | Einfamilienhaus (Doppelhaushälfte), Einfriedung, Garage |    |
| BW                             | Denkmalensemble Karthäuserhöhe                                                      | Dittenbergerstraße (Karte)                |           | Teil des Denkmalensembles Karthäuserhöhe Nr. 1, 2, 3, 4 |    |
| BW                             | Einfamilienhaus                                                                     | Dittenbergerstraße 1 (Karte)              | 1910–1911 | Einfamilienhaus |    |
| BW                             | Einfamilienhaus Marienheim                                                          | Dittenbergerstraße 2 (Karte)              | 1914–1915 | Einfamilienhaus Marienheim, Einfriedung |    |
| BW                             | Denkmalensemble Karthäuserhöhe                                                      | Dr.-Siegfried-Wolff-Straße (Karte)        |           | Teil des Denkmalensembles Karthäuserhöhe Nr. 1, 1a, 3, 4, 6, 7 |    |
| Fotos hochladen                | Zweifamilienhaus                                                                    | Dr.-Siegfried-Wolff-Straße 6 (Karte)      | 1891–1892 | Zweifamilienhaus |    |
| BW                             | Denkmalensemble Karthäuserhöhe                                                      | Elisabethstraße (Karte)                   |           | Teil des Denkmalensembles Karthäuserhöhe Nr. 1, 1a, 2, 2a, 3 |    |
| weitere Bilder Fotos hochladen | Zweifamilienhaus                                                                    | Elisabethstraße 1 (Karte)                 | 1891–1892 | Zweifamilienhaus |    |
| BW                             | Denkmalensemble Karthäuserhöhe                                                      | Emilienstraße (Karte)                     |           | Teil des Denkmalensembles Karthäuserhöhe Nr. 1, 2, 3, 4, 5, 6, 7, 8, 9, 10, 11, 12, 13, 14, 15 |    |
| weitere Bilder Fotos hochladen | Mehrfamilienhaus                                                                    | Emilienstraße 2 (Karte)                   | 1880–1881 | Mehrfamilienhaus mit Stützmauer |    |
| Fotos hochladen                | Zweifamilienhaus                                                                    | Emilienstraße 10 (Karte)                  | 1892–1893 | Zweifamilienhaus, Einfriedung |    |
| BW                             | Denkmalensemble Karthäuserhöhe                                                      | Erich-Honstein-Straße (Karte)             |           | Teil des Denkmalensembles Karthäuserhöhe Nr. 2, 3, 4, 5, 5a, 6, 7, 8, 9, 10, 11, 11a, 12, 13, 14, 15, 16, 17, 18, 18a, 20, 20a, 23, 24, 25, 26, 27, 29, 30, 32, 38, 38a, 40                               |    |
| weitere Bilder Fotos hochladen | Mehrfamilienhaus                                                                    | Erich-Honstein-Straße 3 (Karte)           | 1900–1901 | Mehrfamilienhaus |    |
| weitere Bilder Fotos hochladen | Mehrfamilienhaus                                                                    | Erich-Honstein-Straße 8 (Karte)           | 1909–1910 | Mehrfamilienhaus, Einfriedung |    |
| weitere Bilder Fotos hochladen | Mehrfamilienhaus                                                                    | Erich-Honstein-Straße 14 (Karte)          | 1910–1911 | Mehrfamilienhaus |    |
| weitere Bilder Fotos hochladen | Mehrfamilienhaus                                                                    | Erich-Honstein-Straße 16 (Karte)          | 1913      | Mehrfamilienhaus |    |
| Fotos hochladen                | Mehrfamilienhaus                                                                    | Erich-Honstein-Straße 23 (Karte)          | 1937–1938 | Mehrfamilienhaus, Einfriedung, Garage |    |
| weitere Bilder Fotos hochladen | Mehrfamilienhaus                                                                    | Erich-Honstein-Straße 32 (Karte)          | 1928      | Mehrfamilienhaus mit Treppenhaus, Einfriedung |    |
| weitere Bilder Fotos hochladen | Mehrfamilienhaus                                                                    | Erich-Honstein-Straße 40 (Karte)          | 1911      | Mehrfamilienhaus, Einfriedung |    |
| Fotos hochladen                | Denkmalensemble Karthäuserhöhe                                                      | Ernst-Böckel-Straße (Karte)               |           | Teil des Denkmalensembles Karthäuserhöhe Nr. 1, 2, 3, 4, 6, 7, 8, 9, 10, 11, 11a, 12, 15, 17 |    |
| weitere Bilder Fotos hochladen | Mehrfamilienhaus                                                                    | Ernst-Böckel-Straße 15 (Karte)            | 1924–1925 | Mehrfamilienhaus, Gartenlampe, Einfriedung, Garage |    |
| weitere Bilder Fotos hochladen | Einfamilienhaus                                                                     | Ernst-Böckel-Straße 17 (Karte)            | 1928      | Einfamilienhaus, Landhaus Hagemeierm Einfriedung, Garage |    |
| Fotos hochladen                | Denkmalensemble Karthäuserhöhe                                                      | Hedwigstraße (Karte)                      |           | Teil des Denkmalensembles Karthäuserhöhe Nr. 4, 7, 9 |    |
| BW                             | Denkmalensemble Karthäuserhöhe                                                      | Johann-Sebastian-Bach-Straße 1-12 (Karte) |           | Teil des Denkmalensembles Karthäuserhöhe Nr. 2, 3, 3a, 3b, 4, 6, 7, 8, 9, 10, 12 |    |
| BW                             | Wohn-, Geschäftshaus                                                                | Johann-Sebastian-Bach-Straße 2 (Karte)    | 1890–1891 | Wohn-, Geschäftshaus |    |
| Fotos hochladen                | Mehrfamilienhaus                                                                    | Johann-Sebastian-Bach-Straße 9 (Karte)    | 1875      | Mehrfamilienhaus |    |
| BW                             | Denkmalensemble Karthäuserhöhe                                                      | Luisenstraße 1-16 (Karte)                 |           | Teil des Denkmalensembles Karthäuserhöhe Nr. 1, 2, 3, 4, 5, 6, 7, 8, 9, 10, 11, 12, 13, 14, 16 |    |
| weitere Bilder Fotos hochladen | Wohnhaus                                                                            | Luisenstraße 3 (Karte)                    | 1893      | Einfamilienhaus |    |
| weitere Bilder Fotos hochladen | Mehrfamilienhaus                                                                    | Luisenstraße 7 (Karte)                    | 1899–1900 | Mehrfamilienhaus |    |
| weitere Bilder Fotos hochladen | Mehrfamilienhaus                                                                    | Luisenstraße 9 (Karte)                    | 1899–1902 | Mehrfamilienhaus |    |
| weitere Bilder Fotos hochladen | Mehrfamilienhaus                                                                    | Luisenstraße 10 (Karte)                   | 1929–1930 | Mehrfamilienhaus |    |
| weitere Bilder Fotos hochladen | Hotel Fürstenhof bzw. Einfamilienhaus                                               | Luisenstraße 11/13 (Karte)                | 1862      | ehemaliges Hotel Fürstenhof bzw. Einfamilienhaus „Villa Bornemann“ |    |
| weitere Bilder Fotos hochladen | Einfamilienhaus                                                                     | Luisenstraße 12 (Karte)                   | 1913–1914 | Einfamilienhaus |    |
| weitere Bilder Fotos hochladen | Einfamilienhaus                                                                     | Luisenstraße 16 (Karte)                   | 1900–1901 | Einfamilienhaus |    |
| weitere Bilder Fotos hochladen | Denkmalensemble Karthäuserhöhe                                                      | Marienstraße (Karte)                      |           | Teil des Denkmalensembles Karthäuserhöhe Nr. 57, 59 |    |
| weitere Bilder Fotos hochladen | Wohn- und Geschäftshaus                                                             | Marienstraße 48 (Karte)                   |           | |    |
| weitere Bilder Fotos hochladen | Wohn- und Geschäftshaus                                                             | Marienstraße 54 (Karte)                   |           | |    |
| weitere Bilder Fotos hochladen | Gedenkstätte Goldener Löwe                                                          | Marienstraße 57 (Karte)                   | 1731      | ursprünglich ein Gasthof, in dem 1869 die SDAP gegründet wurde, aus der bis 1890 die bis heute bestehende Sozialdemokratische Partei Deutschlands (SPD) hervorging; heute Gedenkstätte                    |    |
| weitere Bilder Fotos hochladen | Villa Herr                                                                          | Marienstraße 59 (Karte)                   | 1898–1899 | Mehrfamilienhaus |    |
| Fotos hochladen                | Denkmalensemble Karthäuserhöhe                                                      | Prellerstraße (Karte)                     |           | Teil des Denkmalensembles Karthäuserhöhe Nr. 1, 3, 5, 5a, 7, 9, 13, 14, 15, 17, 19, 21 |    |
| weitere Bilder Fotos hochladen | Einfamilienhaus                                                                     | Prellerstraße 5 (Karte)                   | 1909–1910 | Einfamilienhaus, Einfriedung |    |
| weitere Bilder Fotos hochladen | Mehrfamilienhaus                                                                    | Prellerstraße 7 (Karte)                   | 1908      | Mehrfamilienhaus |    |
| Fotos hochladen                | Einfamilienhaus                                                                     | Prellerstraße 15 (Karte)                  | 1923      | Einfamilienhaus mit Eingangstreppe |    |
| weitere Bilder Fotos hochladen | Einfamilienhaus                                                                     | Prellerstraße 17 (Karte)                  | 1927      | Einfamilienhaus, Eingangstreppe |    |
| weitere Bilder Fotos hochladen | Villa Daheim                                                                        | Prellerstraße 19 (Karte)                  | 1930–1931 | Einfamilienhaus Villa Daheim, Eingangstreppe |    |
| weitere Bilder Fotos hochladen | Einfamilienhaus                                                                     | Prellerstraße 21 (Karte)                  | 1927–1928 | Einfamilienhaus, Eingangstreppe |    |
| BW                             | Denkmalensemble Karthäuserhöhe                                                      | Stöhrstraße (Karte)                       |           | Teil des Denkmalensembles Karthäuserhöhe Nr. 2, 4, 6, 7, 11, 13, 15, 17, 23 |    |
| Fotos hochladen                | Einfamilienhaus                                                                     | Stöhrstraße 2 (Karte)                     | 1938–1939 | Einfamilienhaus, Stützmauer |    |
| Fotos hochladen                | Einfamilienhaus                                                                     | Stöhrstraße 11 (Karte)                    | 1927–1928 | Einfamilienhaus mit Einfriedungsmauer |    |
| BW                             | Denkmalensemble Karthäuserhöhe                                                      | Waisenstraße (Karte)                      |           | Teil des Denkmalensembles Karthäuserhöhe Nr. 1, 2, 4, 6, 8 |    |
| BW                             | Musikhalle                                                                          | Waisenstraße 1 (Karte)                    |           | |    |
| weitere Bilder Fotos hochladen | Kartausgarten                                                                       | Waisenstraße 2 (Karte)                    | 1380      | Kartausgarten |    |
| weitere Bilder Fotos hochladen | Denkmalensemble Karthäuserhöhe                                                      | Wartburgallee (Karte)                     |           | Teil des Denkmalensembles Karthäuserhöhe Nr. 29, 31, 33, 35, 37, 39, 41, 43, 45, 53, 55, 66, 68, 70, 72, 74, 76, 78/78a, 82, 84, 86, 88, 90, 92                                                           |    |
| weitere Bilder Fotos hochladen | Denkmal                                                                             | Wartburgallee (Karte)                     |           | Denkmal für Großherzog Carl Alexander von Sachsen-Weimar-Eisenach |    |
| Fotos hochladen                | Einfamilienhaus                                                                     | Wartburgallee 43 (Karte)                  | 1936–1937 | Einfamilienhaus, Garage, Einfriedung |    |
| weitere Bilder Fotos hochladen | Ausstellungspavillon mit wandfester Ausstattung, Mobiliar und umgebender Freifläche | Wartburgallee 47 (Karte)                  |           | ehemaliges AWE-Automobilpavillon, heute Kunstpavillon Eisenach |    |
| weitere Bilder Fotos hochladen | Wohn- und Geschäftshaus                                                             | Wartburgallee 48 (Karte)                  |           | |    |
| weitere Bilder Fotos hochladen | Trink- und Wandelhalle                                                              | Wartburgallee 53 (Karte)                  | 1906      | Trink- und Wandelhalle |    |
| weitere Bilder Fotos hochladen | Wohn- und Geschäftshaus                                                             | Wartburgallee 54 (Karte)                  |           | |    |
| weitere Bilder Fotos hochladen | Mehrfamilienhaus                                                                    | Wartburgallee 55 (Karte)                  | 1900–1901 | Mehrfamilienhaus |    |
| weitere Bilder Fotos hochladen | Ernst-Abbe-Gymnasium                                                                | Wartburgallee 60 (Karte)                  |           | |    |
| weitere Bilder Fotos hochladen | Wohn-, Geschäftshaus                                                                | Wartburgallee 68 (Karte)                  | 1925–1927 | Wohn-, Geschäftshaus, Einfriedung |    |
| Fotos hochladen                | Mehrfamilienhäuser                                                                  | Wartburgallee 72/74 (Karte)               | 1904–1905 | Mehrfamilienhäuser mit Einfriedung |    |
| weitere Bilder Fotos hochladen | Mehrfamilienhaus                                                                    | Wartburgallee 84 (Karte)                  | 1903–1904 | Mehrfamilienhaus, Einfriedung |    |
| BW                             | Denkmalensemble Karthäuserhöhe                                                      | Wernickstraße (Karte)                     |           | Teil des Denkmalensembles Karthäuserhöhe Nr. 2, 4, 6, 7, 11, 13, 14, 15, 16, 17, 21, 22 |    |
| BW                             | Einfamilienhaus                                                                     | Wernickstraße 6 (Karte)                   | 1907–1908 | Einfamilienhaus |    |
| BW                             | Einfamilienhaus                                                                     | Wernickstraße 7 (Karte)                   | 1914      | Einfamilienhaus |    |
| BW                             | Einfamilienhaus                                                                     | Wernickstraße 9 (Karte)                   | 1909–1910 | Einfamilienhaus, Haustreppe |    |